# Glycinát kobaltitý
Glycinát kobaltitý je komplexní sloučenina se vzorcem Co(H2NCH2CO2)3. Jedná se o oktaedrický komplex, který má několik izomerů a je tvořen nízkospinovým d6 kationtem Co3+ a glycinátovým aniontem (odvozeným od aminokyseliny glycinu).

## Struktura

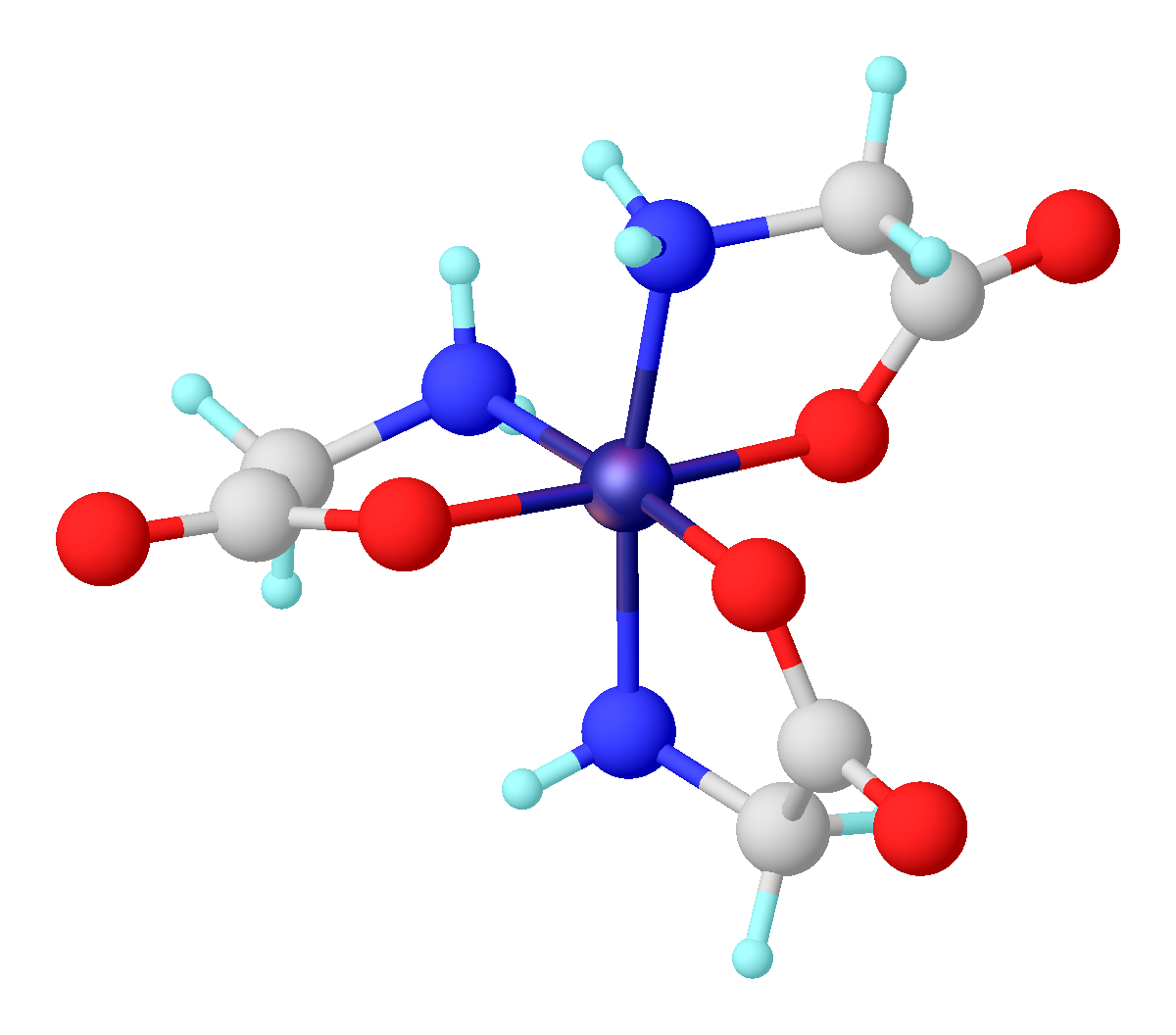
Struktura pevného komplexu mer-Co(glycinát)_{3}, zjištěná rentgenovou krystalografií

Glycinát kobaltitý vytváří faciální a meridionální izomer. U meridionálního se vazby Co-O nachází, na rozdíl od faciálního, ve stejné rovině. Každý z těchto geometrických izomerů vytváří dvojici stereoizomerů, označovaných, Δ a Λ. Podobné skupiny izomerů má řada dalších tris(aminokarboxylát)ových komplexů, kobaltité se ale neizomerizují snadno a jednotlivé izomery tak lze od sebe oddělit.  
Fialový meridionální izomer vzniká jako bezvodý, zatímco červený faciální tvoří monohydrát. Zkoumáním mer-izomeru rentgenovou krystalografií bylo zjištěno, že se vyskytuje jako dihydrát.

## Příprava
Reakce glycinu s triskarbonátokobaltitanem sodným vytváří vede k přibližně stejným množstvím faciálního a meridionálního izomeru. Jednotlivé izomery je možné oddělit frakční krystalizací.
Obě podoby komplexu byly prozkoumány rentgenovou krystalografií.
Všechny izomery jsou ve vodě omezeně rozpustné, rozpustnost je výrazně vyšší v kyselých roztocích.